# گرگ‌های دریا
گرگ‌های دریا (به انگلیسی: The Sea Wolves) یک فیلم سینمایی جنگی به کارگردانی اندرو وی. مک‌لاگلن محصول سال ۱۹۸۰ با بازی گریگوری پک، راجر مور و دیوید نیون است. فیلم بر اساس کتابی نوشته جیمز لیسور ساخته شده‌است که خود براساس واقعه‌ای واقعی می‌باشد که در جنگ جهانی دوم رخ داده‌است. این حادثه در تاریخ ۹ مارس ۱۹۴۳ علیه یک کشتی تجاری آلمانی بود، که اطلاعات را از بندر مورموگائو در قلمرو خنثی گوا در پرتغال به قایق‌های U منتقل می‌کرد.

## داستان
نیروهای بریتانیایی قصد دارند به یک کشتی آلمانی حمله کنند اما کشتی در منطقه ای امن قرار دارد. برای انجام این مأموریت آنها غیر نظامیان را اعزام می‌کنند، سربازان سابقی که نزدیک به شصت سال سن دارند…

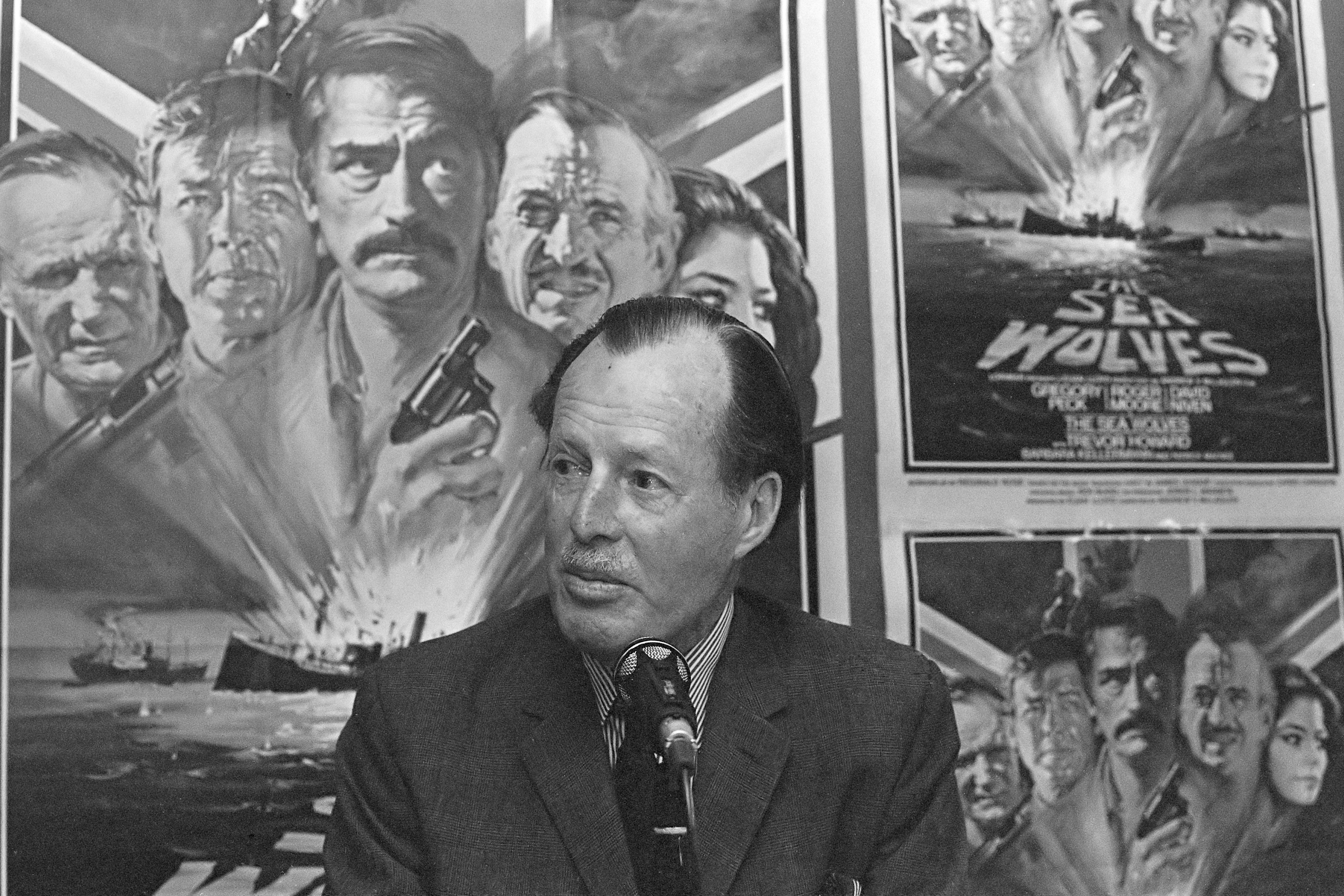
لوئیس هنری اووین پوگ واقعی در پیش نمایش گرگ‌های دریا (۱۹۸۰)